# Željka Nikolić
Željka Nikolić, née le 12 juillet 1991 à Priboj en Yougoslavie, aujourd'hui en Serbie, est une joueuse internationale serbe de handball évoluant au poste d'ailière droite. Depuis 2016, elle joue dans le club roumain de SCM Craiova.

## Palmarès

### En clubs
Compétitions internationales
- Vainqueur de la Ligue des champions en 2015.
  - Finaliste en 2014.
- Vainqueur de la Coupe de l'EHF en 2018
- Vainqueur de la Ligue régionale des Balkans en 2012, 2013 et 2014.

Compétitions nationales
- Vainqueur du Championnat du Monténégro en 2012, 2013, 2014, 2015.
- Vainqueur de la Coupe du Monténégro en 2012, 2013, 2014, 2015.
- Finaliste de la  Coupe de Roumanie en 2017
- Finaliste de la Supercoupe de Roumanie en 2017

### En équipe nationale
- 9e place au Championnat d'Europe 2016 en Suède[1].
- 9e place au Championnat du monde 2017 en Allemagne
- 11e place au Championnat d'Europe 2018 en France
- 6e place au Championnat du monde 2019 au Japon